# Блекуд
Вижте пояснителната страница за други значения на Блекуд.
Блѐкуд (на английски: Blackwood, изговаря се по-близко до Блѐкууд; на уелски: Coed Duon, Койд Дѝон) е град в Южен Уелс, графство Карфили. Разположен е около река Сирхауи на около 20 km на север от централната част на столицата Кардиф. Основан е в началото на 19 век. Населението му е 15 306 жители според данни от преброяването през 2001 г.